# Адвадзе Вахтанг Миколайович
Адвадзе Вахтанг Миколайович — грузинський художник. Народився 21 грудня 1919 року, помер у 2000році. Живописець, графік.
Дев'ять персональних виставок в різних містах (Москва, Ленінград, Київ, Ростов-на-Дону, Тбілісі, Паланга і т. д.). Роботи знаходяться в колекціях Третьяковської галереї і музеї культури Сходу (м. Москва), Російського музею (м. Санкт-Петербург), в музеї російського образотворчого мистецтва (м. Київ), в картинній галереї (м. Ростов-на-Дону), в музеї образотворчих мистецтв Грузії. Член Спілки художників СРСР. Заслужений художник Грузинської Радянської Соціалістичної Республіки. Кавалер ордена «Знак пошани». 